# トニー・ニューマン
トニー・ニューマン (Tony Newman､1956年11月9日- )は、ニュージーランドのレーシングドライバー。ツーリングカーを活用の主とし、オーストラリア・スーパーツーリング選手権に参戦。プジョーのドライバーとして活躍した。

## レース戦績
- 1993年
  - ウィントン500 (日産・スカイライン GT-R)
- 1997年
  - オーストラリア・スーパーツーリング選手権 シリーズ10位(プジョー・405)
- 1998年
  - オーストラリア・スーパーツーリング選手権 (プジョー・406)
  - バサースト1000 (プジョー・406 with マーク・ウィリアムソン)
- 1999年 
  - オーストラリア・スーパーツーリング選手権 シリーズ11位 (プジョー・406)
- 2000年
  - オーストラリア・スーパーツーリング選手権 (プジョー・406)